# Let's Dance (álbum)
Let's Dance é o décimo quinto álbum de estúdio do cantor e compositor britânico David Bowie, lançado em 14 de abril de 1983. Co-produzido por Nile Rodgers, do Chic, o álbum contém três dos singles mas célebres de Bowie: a faixa-título, "Let's Dance", que alcançou o número 1 nas paradas britânicas, americanas e em vários outros países, assim como "Modern Love" e "China Girl", que chegaram ao segundo lugar no Reino Unido. "China Girl" é uma nova versão de uma canção que Bowie escrevera em parceria com com o cantor estadunidense Iggy Pop para o álbum The Idiot, deste último, em 1977. O disco também contém uma versão regravada da faixa "Cat People (Putting Out Fire)", que fora um sucesso menor de Bowie no ano anterior.
Let's Dance recebeu a nomeação para o Grammy de Álbum do Ano em 1984, mas perdeu para Thriller, de Michael Jackson. O disco vendeu 10,7 milhões de cópias ao redor do mundo, sendo o álbum mais vendido de Bowie. É o décimo oitavo lançamento oficial de Bowie desde sua estreia, em 1967, incluindo-se dois álbuns ao vivo, um álbum de covers (Pin Ups, de 1973), e uma colaboração com a Orquestra da Filadélfia (1977). Uma vez, Bowie descreveu o álbum como "uma redescoberta do 'ex-estudante-de-artes-branco-encontra-o-funk-negro-americano', refocando em Young Americans". Let's Dance foi também um grande salto na carreira do guitarrista de Texas blues Stevie Ray Vaughan, que toca no álbum. O disco, em 1983, também foi lançado em edição limitada com picture disc.
As críticas a Let's Dance são heterogêneas, apesar da Rolling Stone ter descrito o álbum como "a conclusão da indiscutivelmente melhor jornada de 14 anos na história do rock". Bowie sentia que devia continuar trabalhando para a nova massa de audiência que adquirira com o álbum, o que o levou a  lançar mais dos álbuns solo em 1984 e 1987 que, apesar de relativo sucesso comercial, não venderam tão bem como Let's Dance, foram mal recebidos pela crítica da época e, consequentemente, foram renegados pelo próprio Bowie como seus "anos de Phill Collins". Em 1989, Bowie formaria a banda de hard rock Tin Machine, precursora do grunge, numa tentativa de rejuvenescimento artístico.

## Desenvolvimento do álbum
David Bowie planejara contar com a participação do produtor Tony Visconti, dado que ambos haviam trabalhado juntos nos quatro álbuns anteriores do cantor. Apesar disso, Bowie escolheu Nile Rodgers para o projeto, ação que foi uma surpresa para Visconti, pois este tinha até separado tempo para trabalhar em Let's Dance. Visconti ligou para Coco (assistente pessoal de Bowie) e ela disse: "Bem, você deveria saber - ele está no estúdio há duas semanas com outra pessoa. Está funcionando bem e não precisaremos de você. Ele sente muito." Esse ato prejudicou o relacionamento de ambos, e Visconti só voltou a trabalhar com Bowie após quase vinte anos (com Heathen, de 2002). Rodgers, mais tarde, observou que Bowie aproximara-se de si para que a produção do álbum pudesse criar hits. Rodgers afirmou que Bowie, um dia, veio ao seu apartamento e o mostrou uma fotografia de Little Richard com um terno vermelho entrando num Cadillac vermelho vivo, e disse: "Nile, querido, é assim que quero que o meu álbum soe."
Bowie, tendo deixado a RCA Records, acabara de assinar com a EMI Records para um dito contrato de 17,5 milhões de dólares e estava trabalhando com Rodgers para lançar um álbum "comercialmente vivo" que foi descrito como "um som de festa de funk com baixo e bateria melhor que toda a soma de suas influências." As influências do álbum foram descritas como Louis Jordan, a seção de sopros de Asbury Jukes, Bill Dogget, Earl Bostic e James Brown. Bowie passou três dias fazendo demos para o álbum em Nova York antes de editar o disco, uma raridade para Bowie, que, nos álbuns anteriores, normalmente aparecia com somente "algumas ideias." Apesar disso, o álbum "foi gravado, do começo ao fim, incluindo a mixagem, em dezessete dias," de acordo com Nile Rodgers.
Stevie Ray Vaughan conheceu Bowie no Festival de Jazz de Montreux de 1982, na Suíça. Após a apresentação de Vaughan, Bowie focou tão impressionado com o guitarrista que, mais tarde, relatou: "[ele] me deixou calado. Eu provavelmente não havia estado tão entusiasmado com um guitarrista desde que eu vira Jeff Beck com a banda dele, The Tridents." Sobre Bowie, Vaughan disse: "Para dizer a verdade, eu não estava muito familiarizado com a música de David quando ele me pediu para tocar nas sessões... David e eu conversamos por horas a fio sobre a nossa (do Double Trouble) música, sobre o funk no Texas blues e suas raízes - fiquei atônito com o quão interessado ele estava. Em Montreux, ele disse algo sobre manter contato e então me encontrou na Califórnia, meses depois." Depois, em outra entrevista, Vaughan descreveu as sessões de gravação do álbum:
É muito fácil trabalhar com David Bowie. Ele sabe o que está fazendo no estúdio e não fica à toa. Ele entra e faz o seu trabalho. Na maior parte do tempo, David fazia os vocais e então eu tocava as minhas partes. Frequentemente, ele só queria que eu me soltasse. Quase tudo foi feito em uma ou duas semanas. Acho que só uma coisa precisou de três tentativas.
Incomumente, Bowie não tocou nenhum instrumento no álbum. "Não toquei nada de nada. Este é um álbum de um cantor."
Alguns anos mais tarde, Bowie falou sobre a faixa "Ricochet" - que a Musician chamou de "o deleite de um baile em chamas") - do álbum:
Eu achei que era uma ótima música, e a batida não estava exatamente certa. Não aconteceu como deveria, a sincopação estava errada. Havia um andamento deselegante; deveria ser fluido... Nile [Rodgers] fez sua própria coisa na canção, mas não foi exatamente o que eu havia pensado quando escrevi a canção.
Depois, Bowie descreveu a faixa-título da mesma maneira: a demo original era "totalmente diferente" da forma como Nile a arranjara. Bowie tocou uma demo para Rodgers usando uma guitarra de doze cordas com somente seis cordas presas, e disse para Nile: "Nile, querido, acho que tenho uma canção que parece ser um hit." Nile, então, pegou a demo (ele disse que "parecia um pouco folk") e ajudou a transformá-la na versão usada na produção final da canção.
Carlos Alomar, antigo colaborador que trabalhara com Bowie desde meados da década de 1970 e continuaria até os anos 1990, afirmou que recebeu uma proposta de honorários "desconcertantes" para tocar no álbum e se recusou a fazê-lo. Ele também afirmou (enquanto trabalhava no álbum subsequente de Bowie, Tonight) que não tocara em Let's Dance porque Bowie só o falou sobre álbum com duas semanas de antecedência e ele já havia se reservado para outro trabalho; de qualquer forma, Alomar tocou na turnê de promoção do álbum.

## Recepção
| Críticas profissionais | Críticas profissionais |
| Avaliações da crítica  | Avaliações da crítica  |
| Fonte                  | Avaliação              |
| ---------------------- | ---------------------- |
| All Music Guide        | link                   |
| Blender                | link[ligação inativa]  |
| Rolling Stone          | link                   |
| Robert Christgau       | (B) link               |

Críticos profissionais veem o álbum como sucesso comercial e de crítica, mas as opiniões sobre o disco são heterogêneas; enquanto um crítico chamou o álbum de "Bowie no seu ápice", outro o achou "superficial" e "sem sentido". Numa matéria sobre Bowie para a Time em julho de 1983, Jay Cooks descreveu o álbum como "descaradamente comercial, melodicamente aliterativo e liricamente inteligente ao mesmo tempo". Robert Christgau sentiu que o disco tinha uma "superfície profissional descuidada" e que, tirando "Modern Love" - que era "interessante" - o disco era "agradavelmente sem sentido". Ken Tucker, em resenha para a Rolling Stone, achou que o álbum soava muito bem, com uma simplicidade inteligente e uma "beleza de superfície", mas que o álbum como um todo era "magro e mesquinho" - exceto "Modern Love," "Without You" e "Shake It", que mostravam "um pouco da composição mais ousada da carreira de Bowie".
Numa resenha retrospectiva para a AllMusic, Stephen Thomas Erlewine expressa que os três singles e hits do álbum eram cativantes, mas evidentes canções pop, enquanto o resto do álbum era "plastic soul pouco notável", um indicador da "entrada de Bowie numa crise de composição". Alexis Petridis, do The Guardian, considerou, numa resenha em retrospectiva da carreira de Bowie, em 2016, que Let's Dance "tinha seus momentos", diferentemente de seu sucessor, Tonight. Ed Power, do Irish Examiner, escreveu que Bowie "suplicou descaradamente pelo amor do mercado de massa" com o álbum. Ele continuou: "a faixa-título era um naco decente de funk rock e Bowie não se atrapalhou no single 'China Girl'. De outra forma, o disco tinha grande parte em comum com Wham! e Phil Collins." David Quantick, da BBC, elogiou a combinação "perfeita" de Bowie e Rodgers na faixa-título, a rendição "amável e romântica" em "China Girl" e destacou "Criminal World" como "uma das melhores faixas". Ele afirmou: "Let's Dance pode ter um som inovador e uma popularidade que Bowie claramente se esforçou para conseguir, mas é frequentemente um álbum mundano, como as canções 'Ricochet' e 'Shake It' marcam o tempo". Ele disse que o álbum era "literalmente o padrão para o Bowie oitentista - loiro, de terno e sorridente".

## Legado
Em 1989, o álbum ficou na posição 83 da lista "100 Best Albums of the Eighties" ("100 melhores álbuns dos anos 80"), da Rolling Stone. Em 2013, a NME colocou Let's Dance na posição 296 na sua lista de 500 melhores álbuns de todos os tempos.
Apesar de Bowie ter encarregado o produtor Nile Rodgers de fazer hits, Bowie depois diria: "na época, Let's Dance não foi mainstream. Foi praticamente um novo tipo de híbrido, usando guitarra de blues-rock num formato dançante. Não havia nada que realmente soasse dessa forma, naquela época. Então, hoje, parece um disco comercial porque vendeu muito. Era ótimo em sua forma, mas me pôs numa posição que ferrou a minha integridade." Bowie lembrou: "[O álbum] era um bom disco, mas só tinha significado como projeto isolado. Eu tinha toda a intenção de continuar criando material diferenciado depois disso. Mas o sucesso do disco realmente me forçou, de certa forma, a continuar sendo o 'monstro'. Foi algo que eu mesmo fiz, claro, mas senti, alguns anos depois, que havia ficado preso."
Mais tarde, Bowie afirmaria que o sucesso do álbum gerou para si um ponto baixo de criatividade na sua carreira, o que durou alguns anos. "Eu me lembro de ver todas aquelas ondas de pessoas [que estavam indo ouvir o disco ser tocado ao vivo] e pensar, 'quantos discos do Velvet Underground será que eles têm nas coleções deles?'. Repentinamente, senti-me muito distante do meu público. E isso foi deprimente, porque eu não sabia o que eles queriam." Após seus álbuns consecutivos Tonight (1984) e Never Let me Down (1987) serem rejeitados pela crítica, Bowie formou a banda Tin Machine, precursora do grunge, para tentar ter, novamente, sua antiga visão artística.

## Faixas
Lado A
| N.º | Título                                                               | Duração |  |
| 1.  | "Modern Love"                                                        | 4:46    |  |
| 2.  | "China Girl" (originalmente de Iggy Pop, do álbumThe Idiot, de 1977) | 5:32    |  |
| 3.  | "Let's Dance"                                                        | 7:37    |  |
| 4.  | "Without You"                                                        | 3:08    |  |

Lado B
| N.º | Título                                                             | Duração |  |
| 5.  | "Ricochet"                                                         | 5:14    |  |
| 6.  | "Criminal World" (originalmente de Metro, do álbum Metro, de 1977) | 4:25    |  |
| 7.  | "Cat People (Putting Out Fire)"                                    | 5:09    |  |
| 8.  | "Shake It"                                                         | 3:49    |  |

## Ficha técnica
Adaptado do encarte do álbum.
Músicos
- David Bowie – vocais principais, arranjos de sopros
- Carmine Rojas – baixo
- Omar Hakim, Tony Thompson – bateria
- Nile Rodgers – guitarra, arranjos de sopros
- Stevie Ray Vaughan – guitarra principal
- Rob Sabino – teclado
- Mac Gollehon – trombeta
- Stan Harrison – saxofone tenor, flauta
- Robert Aaron – saxofone tenor
- Steve Elson – saxofone barítono, flauta
- Sammy Figueroa – percussão
- Frank Simms, George Simms, David Spinner – backing vocals
- Bernard Edwards – baixo em "Without You"

Produção
- David Bowie – produtor
- Nile Rodgers – produtor
- Bob Clearmountain, Nile Rodgers, David Bowie – engenharia de som, mixagem
- Bob Ludwig – masterização

## Paradas de Sucessos
Álbum
| Year | Chart                        | Peak Position |
| ---- | ---------------------------- | ------------- |
| 1983 | Billboard Pop Albums         | 4             |
| 1983 | UK Albums Chart              | 1             |
| 1983 | Parada de álbuns da Noruega  | 1             |
| 1983 | Australian Kent Music Report | 1             |

Single
| Year | Single        | Chart                        | Peak Position |
| ---- | ------------- | ---------------------------- | ------------- |
| 1983 | "Let's Dance" | UK Singles Chart             | 1             |
| 1983 | "Let's Dance" | Parada de singles da Noruega | 1             |
| 1983 | "China Girl"  | Parada de singles da Noruega | 7             |